# Dmitro Stepanovič Bortnjanskij
Dmitro Stepanovič Bortnjanskij (ukr. Дмитро Степанович Бортнянський; Gluhiv, 28. listopada 1751. – Sankt-Peterburg, 10. listopada 1825.) bio je ukrajinski glazbenik, skladatelj i dirigent, koji je bio izrazito popularan u cijelom Ruskom Carstvu te je napisao 6 opera i niz drugih poznatih djela. Bio je sastavni dio takozvane ukrajinske Zlatne trojke tog vremena, uz Artema Vedelja i Maksima Berezovskog. 
Bortnjanskij je svoje znanje stekao u Italiji te je vrlo uspješno skladao u različitim stilovima, posebno je imao uspjeha u duhovnim crkvenim skladbama na različitim jezicima počevši od francuskog, talijnskog, latinskog, njemačkog, ruskog i staroslavenskog jezika (koji prethodi ukrajinskom). Njegove se skladbe danas često mogu čuti u svim pravoslavnim i grkokatoličkim crkvama širom svijeta. 

## Poznata djela
Opere;
- Creonte (1776.)
- Alcide (1778.)
- Quinto Fabio (1779.)
- Le Faucon (1786.)
- Le Fête du Seigneur (1786.)
- Don Carlos (Bortnjanskij) (1786.)
- Le Fils-Rival ou La Moderne Stratonice (1787.)

Crkvena djela (staroslavenski jezik);
- Da ispravitsia molitva moia br. 2.
- Kheruvimskie pesni nos. 1-7
- Koncert br. 1: Vospoite Hospodevi
- Koncert br. 7: Priidite vozraduemsia
- Koncert br. 11: Blahoslovy Hospod
- Koncert br. 18: Blaho iest ispovedatsia
- Koncert br. 19: Reche Hospod Hospodevi moemu
- Koncert br. 21: Zhivyi v pomoshi Vyshnaho
- Koncert br. 24: Vozvedokh ochi moyi v hory
- Koncert br. 27: Hlasom moim ko Hospodu vozzvakh
- Koncert br. 32: Skazhi mi, Hospodi, konchynu moiu
- Koncert br. 33: Vskuiu priskorbna iesy dusha moia (Psalm 42:5)

## Vanjske poveznice
- Bortniansky, Dmitri Stepanovich in Columbia Encyclopedia
- Bortniansky: Main biography in Russian by Konstantin Kovalev (Константин Ковалев) - eng. and All about Dmitry Bortniansky + Usual mistakes in the biography of the composer (present time) - eng.
- Bortniansky, Dmytro in Encyclopedia of Ukraine